# حق دانستن واقعیت

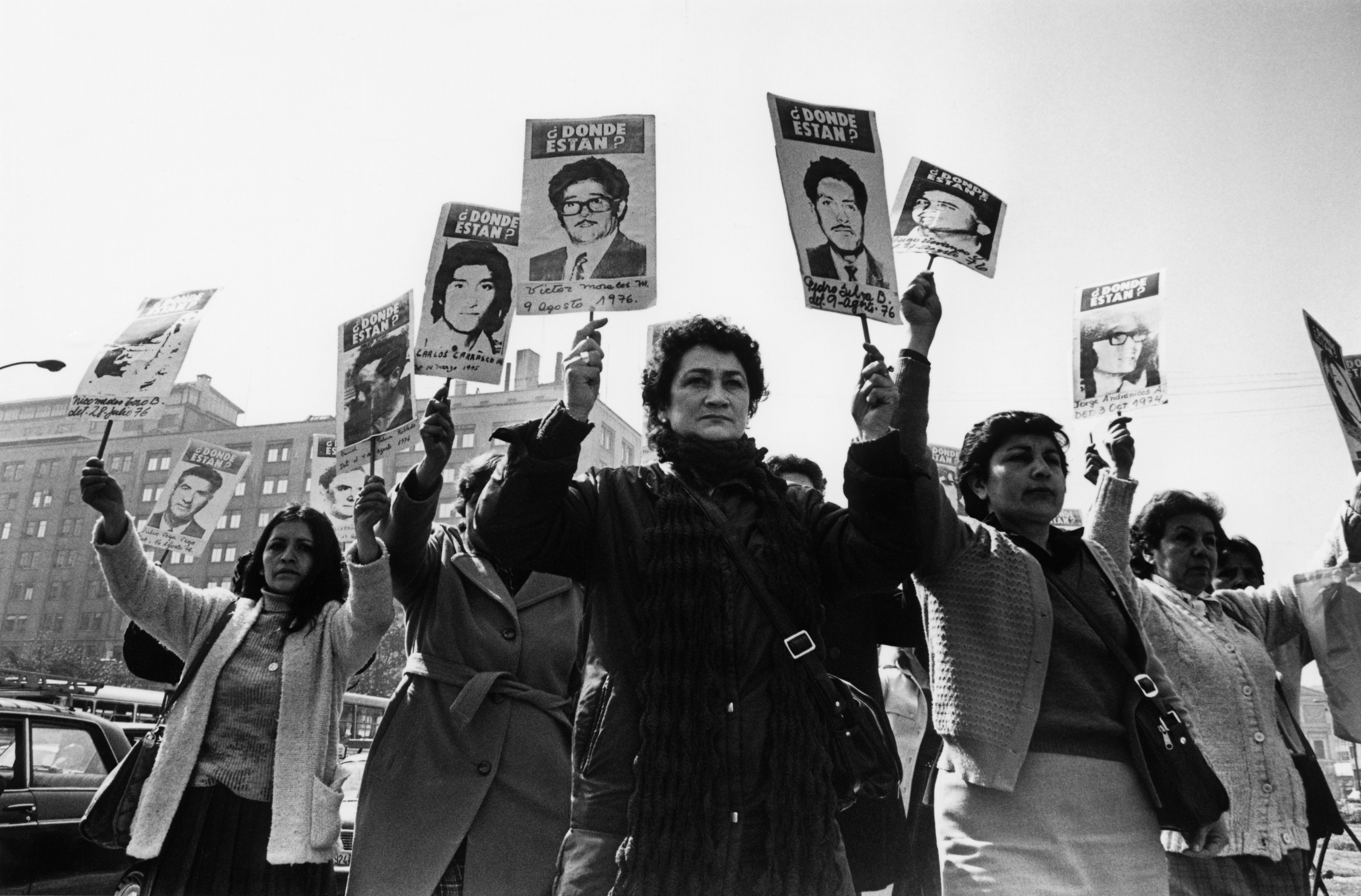
زنان انجمن خانواده‌های بازداشت‌شدگان ناپدید شده در زمان دیکتاتوری نظامی شیلی (۹۰-۱۹۷۳) در مقابل کاخ لا موندا تظاهرات می‌کنند و خواستار اطلاعاتی دربارهٔ نزدیکان‌شان هستند که در معرض ناپدید شدن قهری قرار گرفته‌اند.

حق دانستن واقعیت حق دسترسی جامعه یا قربانیان و خانواده‌ها به حقیقت آنچه اتفاق افتاده، در صورت نقض شدید حقوق بشر است. حق دانستن واقعیت شکلی از حقوق قربانیان است؛ به ویژه در هنگام عدالت انتقالی در برخورد با نقض حقوق بشر در گذشته.